# Südharzer Gipskarst
Südharzer Gipskarst este o arie protejată (arie de protecție specială avifaunistică — SPA) din Germania întinsă pe o suprafață de 2.872 ha, integral pe uscat.

## Localizare
Centrul sitului Südharzer Gipskarst este situat la coordonatele 51°34′02″N 10°43′25″E / 51.5672°N 10.7236°E.

## Înființare
Situl Südharzer Gipskarst a fost declarat arie de protecție specială avifaunistică în mai 2007 pentru a proteja 30 de specii de animale.

## Biodiversitate
Situată în ecoregiunea continentală, aria protejată nu include niciun habitat protejat.
La baza desemnării sitului se află mai multe specii protejate de  păsări (30): lăcar mare (Acrocephalus arundinaceus), pescăruș albastru (Alcedo atthis), fâsă de luncă (Anthus pratensis), buha (Bubo bubo), Charadrius dubius curonicus, barză neagră (Ciconia nigra), mierla de apă (Cinclus cinclus), prepeliță (Coturnix coturnix), cristeiul de câmp (Crex crex), ciocănitoarea de stejar (Dendrocopos medius), ciocănitoare neagră (Dryocopus martius), Falco peregrinus peregrinus, șoimul rândunelelor (Falco subbuteo), muscar (Ficedula parva), Gallinula chloropus chloropus, capîntortură (Jynx torquilla), sfrâncioc roșiatic (Lanius collurio), sfrâncioc mare (Lanius excubitor excubitor), presură sură (Miliaria calandra), gaia roșie (Milvus milvus), pietrar sur (Oenanthe oenanthe), viespar (Pernis apivorus), ciocănitoare verzuie (Picus canus), Rallus aquaticus aquaticus, pițigoi-pungar (Remiz pendulinus), mărăcinar (Saxicola rubetra), sitar de pădure (Scolopax rusticola), turturică (Streptopelia turtur), silvie porumbacă (Sylvia nisoria), Tachybaptus ruficollis ruficollis.
Pe lângă speciile protejate, pe teritoriul sitului au mai fost identificate 1 specie de păsări.